# Phryxe pabulina
Phryxe pabulina là một loài ruồi trong họ Tachinidae.